# Герб Івантєєвки
Місто Івантєєвка (Московська область, Російська Федерація) має власні символи, до числа яких належать герб та прапор.

## Сучасний герб
Сучасний герб міста ухвалено 20 липня 1998 року на основі герба ухваленого 30 липня 1992 року. Герб являє собою щит, основою якого є срібне поле з блакитною хвилястою перев’яззю в яку занурено золотисте колесо млина. Герб був доопрацьований Союзом геральдистів Росії

## Історія герба
Перший герб міста був ухвалений у 1992 році і являє собою пересічений щит у верхньому полі якого зображення Георгія Побідоносця на коні, в нижньому щит, основою якого є срібне поле з блакитною хвилястою перев’яззю в яку занурено золотисте колесо млина. Автором герба був головний архітектор міста В.В,. Гунський.